# هاکاتا جیئون یاماکاسا

هاکاتا جیئون یاماکاسا (به ژاپنی: 博多祇園山笠 Hakata Gion Yamakasa) یکی از جشن‌های ژاپن است که از اول تا ۱۵ ژوئیه در هاکاتا-کو، فوکوئوکا در فوکوئوکا برگزار می‌شود.